# 2017年國家聯盟外卡晉級賽
2017年國家聯盟外卡晉級賽（2017 National League Wild Card Game），是由東區、中區、西區等三區的冠軍以外的球隊進行排名，以勝率前兩名的球隊獲得外卡資格，兩隊將會進行1場比賽，獲勝的球隊可以晉級國家聯盟分區賽，其中兩隊以勝率較高的球隊獲得主場優勢，如果兩隊的勝率相同的時候，則以兩隊球季比賽獲得優勢的球隊擁有主場優勢。比賽於美國時間10月4日下午5點開始。
由亞利桑那響尾蛇（93勝69敗）和科羅拉多落磯（87勝75敗）取得外卡戰資格，由於響尾蛇勝率較高，因此獲得主場優勢。響尾蛇的先發投手為扎克·格林基，落磯的先發投手為Jon Gray。
扎克·格林基先發3.2局，為2017外卡戰當中投球局數最長的先發投手。但還是未能撐滿4局。

## 比賽結果
大通體育場，亞利桑納州，鳳凰城
| 科羅拉多洛磯 | 0 | 0 | 0 | 4 | 0 | 0 | 1 | 2 | 1 | 8  | 13 | 0 |
| 亞利桑那響尾蛇 | 3 | 1 | 2 | 0 | 0 | 0 | 2 | 3 | x | 11 | 17 | 0 |
| 勝投： Andrew Chafin (1–0) 敗投： 喬恩·葛雷 (0–1) 全壘打： 洛磯：諾蘭·阿里納多 (8上,1分)、崔佛·史托瑞 (8上,1分) 響尾蛇：保羅·高施密特 (1下,3分)、Daniel Descalso (3下,2分) |   |   |   |   |   |   |   |   |   |    |    |   |

### 比賽經過
首局下，「蛇王」保羅·高施密特就敲出一支三分砲。洛磯隊直到4局上半，才突破響尾蛇先發扎克·格林基的封鎖，以連續安打灌進4分，並將格林基打退場，7局下半，響尾蛇中繼投手亞契·布萊德利打出2分打點的三壘安打，成為季後賽首位打出三壘安打的中繼投手，也成為大聯盟史上第6位在季後賽擊出三壘安打的投手。不過8局上落磯靠著諾蘭·阿里納多和崔佛·史托瑞的背靠背全壘打將差距縮至一分差，八局下，響尾蛇隊再延續攻勢攻下3分，落磯最終無力追回比數，最終響尾蛇以11比8擊退落磯隊晉級分區賽。
此外，響尾蛇也是繼1903年的波士頓美國人後，第一支在季後賽單場擊出4支三壘安打的球隊。